# Kabinett Pembangunan I
Das Kabinett Pembangunan I (Erstes Entwicklungskabinett) wurde in Indonesien am 6. Juni 1968 von Staatspräsident Suharto gebildet und war das erste Kabinett der von Suharto ausgerufenen sogenannten Orde Baru (Neue Ordnung), die sich vom politischen Konzept Nasakom (Nationalismus, Religion, Kommunismus) seines Amtsvorgängers Sukarno abgrenzen sollte. Es löste das Kabinett Ampera II ab und blieb bis zum 28. März 1973 im Amt, woraufhin das Kabinett Pembangunan II gebildet wurde.

## Kabinettsmitglieder
| Staatspräsident | Staatspräsident |
| --------------- | --------------- |
|                 | General Suharto |

### Koordinierende Minister
| Nr. | Amt                                                             | Amtsinhaber                   |
| --- | --------------------------------------------------------------- | ----------------------------- |
| 1   | Koordinierender Minister für Wirtschaft, Finanzen und Industrie | Sri Sultan Hamengkubuwono IX. |
| 2   | Koordinierender Minister für das Wohlergehen der Menschen       | Idham Chalid                  |

### Minister
| Nr. | Amt                                                                                              | Amtsinhaber |
| --- | ------------------------------------------------------------------------------------------------ | --- |
| 3   | Innenminister                                                                                    | Generalmajor Basuki Rahmat † 9. Januar 1969 28. Januar 1969: Generalmajor Amir Machmud                                          |
| 4   | Außenminister                                                                                    | Adam Malik |
| 5   | Minister für Verteidigung und Sicherheit Befehlshaber der Streitkräfteseit dem 9. September 1971 | General Suharto |
| 6   | Justizminister                                                                                   | Oemar Senoadji |
| 7   | Informationsminister                                                                             | Konteradmiral Boediardjo |
| 8   | Finanzminister                                                                                   | Ali Wardhana |
| 9   | Minister für Industrie und Handel                                                                | Sumitro Djojohadikusumo |
| 10  | Landwirtschaftsminister                                                                          | Thoyib Hadiwidjaja |
| 11  | Industrieminister                                                                                | Generalleutnant M. Jusuf |
| 12  | Bergbauminister                                                                                  | Sumantri Brodjonegoro |
| 13  | Minister für öffentliche Arbeiten und elektrische Energie                                        | Sutami |
| 14  | Verkehrsminister                                                                                 | Frans Seda |
| 15  | Minister für Bildung und Kultur                                                                  | Mashuri Saleh |
| 16  | Gesundheitsminister                                                                              | G. A. Siwabesy |
| 17  | Religionsminister                                                                                | Muhammad Dahlan 11. September 1971: Mukti Ali                                                                                   |
| 18  | Minister für Arbeitskräfte                                                                       | Vizeadmiral Mursalin Daeng Mamangung 11. September M. Sadli                                                                     |
| 19  | Minister für Transmigration und Genossenschaften                                                 | Generalleutnant M. Sarbini 11. September 1971: Subroto                                                                          |
| 20  | Sozialminister                                                                                   | Albert Mangaratus Tambunan † 12. Dezember 1970 12. Dezember 1970: Idham Chalid 11. September 1971: Mohammad Syafa’at Mintaredja |

### Staatsminister mit Geschäftsbereichen
| Nr. | Amt | Amtsinhaber                                                        |
| --- | --- | ------------------------------------------------------------------ |
| 21  | Staatsminister für die Überwachung von Entwicklungsoperationen | Sunawar Sukowati (bis 11. September 1971)                          |
| 22  | Staatsminister für Regierungsprojektaufsicht 11. September 1971: Staatsminister für nationale Entwicklungsplanung und Vorsitzender der Behörde für nationale Entwicklungsplanung | Sunawar Sukowati 11. September 1971 Widjojo Nitisastro             |
| 23  | Staatsminister für die Umsetzung des Staatsrechts mit Beratender Volksversammlung, Repräsentativrat des Volkes und Obersten Beirat                                               | Mohammad Syafa’at Mintaredja (bis 11. September)                   |
| 24  | 11. September 1971: Staatsminister für Verteidigung und Sicherheit Stellvertretender Befehlshaber der Streitkräfte                                                               | Generalmajor Maraden Panggabean                                    |
| 25  | Staatsminister für die Verbesserung des Staatsapparates und Reformen Stellvertretender Vorsitzender der Behörde für nationale Entwicklungsplanung                                | Harsono Tjokroaminoto 11. September 1971: Emil Salim               |
| 26  | Kabinettssekretär | Alamsyah Ratu Perwiranegara 8. April 1972: Generalmajor Sudharmono |

### Mitglieder des Kabinetts mit Ministerrang
| Nr. | Amt                                                             | Amtsinhaber                                                          |
| --- | --------------------------------------------------------------- | -------------------------------------------------------------------- |
| 27  | Generalstaatsanwalt                                             | Generalmajor Sugih Arto                                              |
| 28  | Gouverneur der Zentralbank                                      | Radius Prawiro                                                       |
| 29  | Befehlshaber des Operationskommandos für Sicherheit und Ordnung | Generalmajor Maraden Panggabean 11. September 1971: General Soemitro |

## Weblink
- Kabinett Pembangunan I (Regierung Suharto)